# Peter Bedford (polityk)
Peter Alexander Bedford (ur. 3 lutego 1986) – brytyjski polityk, członek Partii Konserwatywnej. Poseł do Izby Gmin od 2024.

## Życiorys
Ukończył studia prawnicze na University of Leicester. Uzyskał uprawnienia księgowego w Institute of Chartered Accountants. Był radnym okręgu East Northamptonshire w latach 2007-2011 a także radnym hrabstwa Leicestershire 2017-2024. Pracował jako manager audytu w Severn Trent, brytyjskim przedsiębiostwie zajmującym się wodociągami i kanalizacją.
W 2015 roku bez powodzenia kandydował na posła z okręgu wyborczego Bolsover.
W 2024 roku został wybrany posłem do Izby Gmin z okręgu Mid Leicestershire.